# Gleichgewicht (Spieltheorie)
Ein Gleichgewicht ist in der Spieltheorie ein Zustand, bei dem Spieler aus freier Entscheidung nicht von ihrer Strategie abweichen. Gleichgewichte können bei einem Zwei-Personen-Spiel in Normalform (einer vereinfachenden Betrachtungsweise) anhand einer sogenannten Bimatrix identifiziert werden. Die Bimatrix enthält externe Nutzenwerte, die durch eine Nutzenfunktion modelliert werden.

## Begriff

Gleichgewichte lassen sich in der Spieltheorie oft graphisch darstellen, wie z. B. hier das Nash-Gleichgewicht als Schnittpunkt zweier Reaktionsfunktionen im Cournot-Oligopol

Originär stammt der Begriff des Gleichgewichts aus der klassischen Mechanik. Die Systemtheorie hat ihn auf das verallgemeinert, was man den Zustand eines Systems nennt: Ein System befindet sich im Gleichgewicht, wenn es keine Kräfte aus sich selbst heraus entwickelt, die den Systemzustand ändern, sodass eine Änderung von außen geschehen muss. Im Unterschied zur klassischen Mechanik sind die beteiligten Kräfte aus dieser Sicht selbstorganisiert.
Eine mögliche Aufgabe der Spieltheorie ist es, Verhaltensempfehlungen für die einzelnen Teilnehmer zu ermitteln, mit der sie ihre eigenen Interessen am besten verfolgen können. In der Sprache der Spieltheorie ist eine Liste von Verhaltensempfehlungen ein Gleichgewicht, wenn die Verhaltensempfehlungen miteinander konsistent sind. Die erste präzise Formulierung eines Gleichgewichtbegriffes in der Spieltheorie findet sich in einer 1928 veröffentlichten Arbeit von John von Neumann für 2-Personen-Nullsummenspiele. Die weitere Entwicklung der Spieltheorie stellt die Erweiterung dieses Gleichgewichtsbegriffes auf allgemeinere interaktive Entscheidungsprobleme dar.
Weitere Verbreitung erlangte der Begriff Gleichgewicht in der Spieltheorie durch die Arbeiten von John Forbes Nash Jr. in den 1950er Jahren. Oft wird hier unter Gleichgewicht nur das Nash-Gleichgewicht verstanden, obwohl sich von ihm ausgehend andere Definitionen und Varianten gebildet haben. Gemeinsam ist ihnen, dass unter Gleichgewicht bei einem Spiel der Sachverhalt verstanden wird, dass sich die Strategien von Spielern, die sich frei und rational verhalten, nicht ändern, auch wenn sich diese Spieler über die Spielregeln hinaus auf nichts einigen, wie es mit Verträgen oder weiteren Absprachen der Fall wäre. Gleichgewicht im Sinn der Spieltheorie, die mathematische Modelle für Entscheidungen zu finden versucht, ist also von anderen, konkreteren Gleichgewichtsbegriffen wie etwa dem Marktgleichgewicht zu unterscheiden. Gleichgewichte in der Spieltheorie sind Sonderformen des Nash-Gleichgewichts, erhalten aber oft aufgrund weiterer Eigenschaften andere Bezeichnungen.

## Varianten
- Nash-Gleichgewicht, ein Strategiepaar in nicht-kooperativen Spielen
- Striktes Gleichgewicht, ein Strategiepaar in der Spieltheorie
- Cournot-Nash-Gleichgewicht, ein Gleichgewicht aus der Oligopoltheorie
- Bertrand-Gleichgewicht, ein Gleichgewicht im Bertrand-Wettbewerb
- Stackelberg-Gleichgewicht, ein Gleichgewicht im Stackelberg-Duopol
- Gleichgewicht in korrelierten Strategien, lässt bindende Verträge oder Kommunikation vor dem Entscheidungstreffen der beteiligten Spieler zu
- Gleichgewicht in evolutionär stabilen Strategien, siehe Evolutionär stabile Strategie
- Gleichgewicht in gemischten Strategien, siehe Gemischte Strategie
- Teilspielperfektes Gleichgewicht, ein Gleichgewicht für Spiele in Extensivform
- Trembling-hand-perfektes Gleichgewicht, ein Gleichgewicht unter Einbeziehung von falschen Entscheidungen des Gegenspielers
- Auszahlungsdominantes und risikodominantes Gleichgewicht, siehe auch Bimatrix
- Perfekt bayessches Gleichgewicht, ein Gleichgewicht zum Lösen von dynamischen Spielen mit unvollständiger Information
- Sequentielles Gleichgewicht, ein Gleichgewicht für dynamische Spiele mit unvollständiger oder unvollkommener Information
- Asymptotisch stabiles Gleichgewicht, ein Gleichgewicht der Spieltheorie und in dynamischen Systemen
- Symmetrische und asymmetrische Gleichgewichte
- Quantal-Response-Gleichgewicht, ein Gleichgewicht mit Bezug zu Probit-Modellen und Logit-Modellen